# Hålkort
För hålkort i poker, se Hålkort (poker)

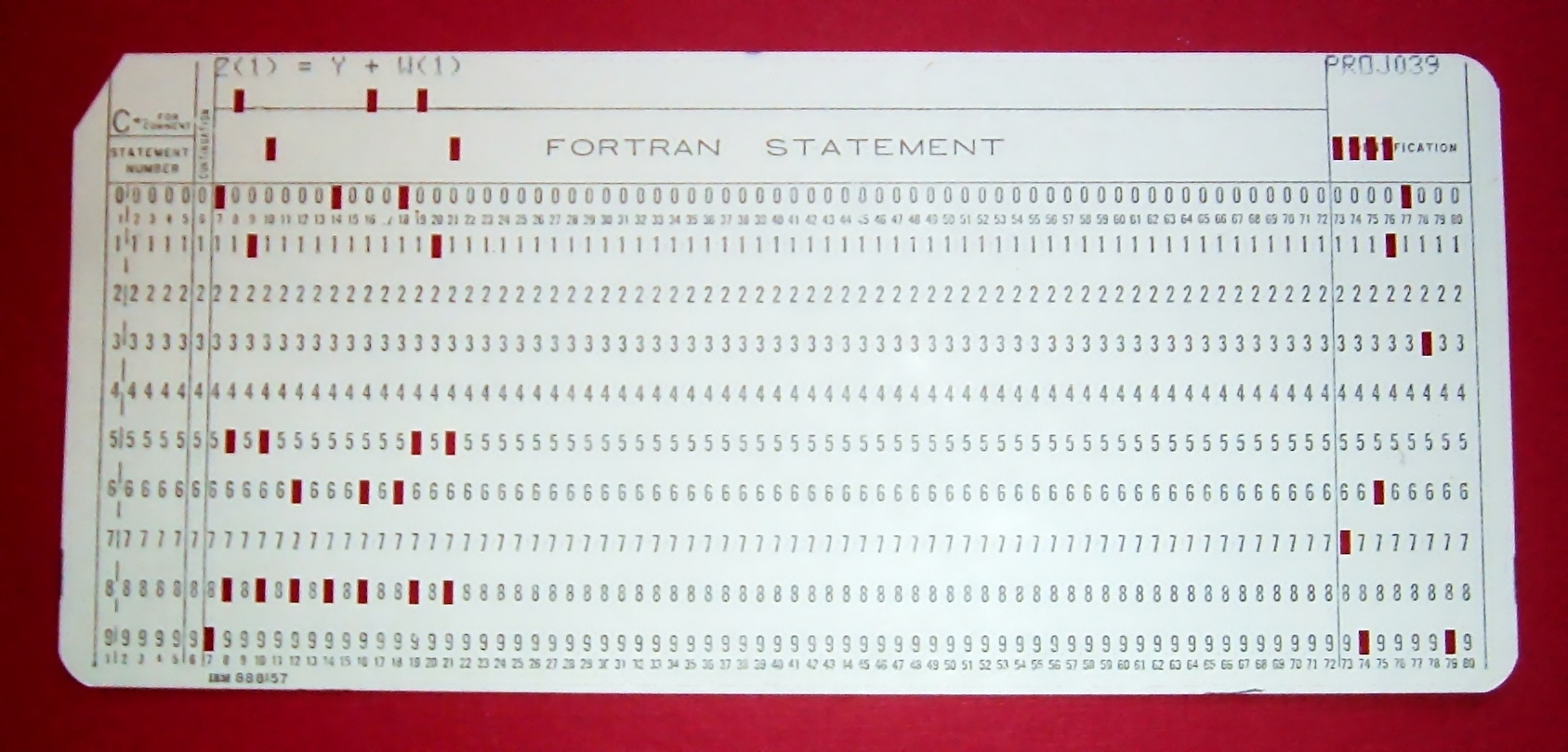
Typiskt hålkort som användes i datorer på 1960-talet och 1970-talet

Ett hålkort är ett mekaniskt lagringsmedium som användes i datorns föregångare hålkortsmaskinen redan på 1800-talet. Hålkort användes länge för in- och utmatning av data i datorer. Från mitten av 1970-talet började man gå ifrån användningen av hålkort som lagringsmedium, en process som var nästan helt avklarad vid början av 1990-talet. Det vanligaste formatet var 80-kolumnerskortet, som rymde 80 tecken (bytes). Det fanns även hålkort med 96 kolumner. Kodningen av hålkort kallas ibland Hollerithkod efter uppfinnaren Herman Hollerith.
Hålkorten kom att ersättas alltmer av disketter under 1980-talet.

## Numerisk styrning

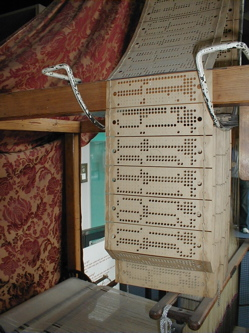
Hålkort till jacquardvävstol.

Hålkort används fortfarande till att styra till exempel mekaniska vävstolar etc.